# Бранко Радівоєвич
Бранко Радівоєвич (словац. Branko Radivojevič; нар. 24 листопада 1980, м. П'єштяни, ЧССР) — словацький хокеїст, правий нападник, згодом тренер.
Виступав за «Дукла» (Тренчин), «Бельвілль Буллз» (ОХЛ), «Спрингфілд Фалконс» (АХЛ), «Фінікс Койотс», «Філадельфія Флайєрс», ВХК «Всетін», ХК «Лулео», «Міннесота Вайлд», «Спартак» (Москва), «Атлант» (Митищі), «Нафтохімік» (Нижньокамськ), Слован (Братислава), Білі Тигржи.
В чемпіонатах НХЛ — 393 матчі (52+68), у турнірах Кубка Стенлі — 31 матч (2+1).
У складі національної збірної Словаччини провів 67 матчів (7 голів); учасник зимових Олімпійських ігор 2010, учасник чемпіонатів світу 2003, 2007, 2009, 2011 і 2012 (38 матчів, 8+8), учасник Кубка світу 2004. У складі молодіжної збірної Словаччини учасник чемпіонату світу 2000. 
Досягнення
- Срібний призер чемпіонату світу (2012), бронзовий призер (2003).
- Учасник матчу усіх зірок КХЛ (2009, 2010).
- Чемпіон Чехії (2016).